# Albert Vigoleis Thelen
Œuvres principales
Die Insel des zweiten Gesichts (1953)
Albert Vigoleis Thelen, né le 28 septembre 1903 à Süchteln en Allemagne, aujourd'hui incorporé dans la ville de Viersen, et mort le 9 avril 1989 à Dülken, dans la même ville, est un écrivain allemand.

## Biographie
En 1931, Albert Vigoleis Thelen vit en Espagne. Avec l'arrivée au pouvoir des Nazis, il ne rentre pas en Allemagne. En 1936, il réside en France et en Suisse, en 1937 à nouveau en France, puis en Espagne et au Portugal. Après la guerre en 1947, il est aux Pays-Bas, avant de s'installer pour plusieurs décennies en Suisse. Il passe les dernières années de sa vie à Dülken, non loin de son lieu de naissance.

## Œuvre
Son œuvre la plus connue reste Die Insel des zweiten Gesichts publié en Allemagne en 1953. Pendant l'exil il publie dans les revues Die Sammlung du Querido Verlag, Maß und Wert à Zurich et Het vaderland à la Haye.

### Ouvrages
- 1953, die Insel des zweiten Gesichts, Düsseldorf, Diederichs. Traduction française sous le titre L'Île du second visage (Fayard 1988).

## Sources
- (de) Wilhelm Sternfeld, Eva Tiedemann, 1970, Deutsche Exil-Litteratur 1933-1945 deuxième édition augmentée, Heidelberg, Verlag Lambert Schneider.